# نامه به یک گروگان
نامه به یک گروگان (به فرانسه:Lettre à un otage) اثری ادبی از نویسنده فرانسوی آنتوان دو سنت‌اگزوپری است و در سال ۱۹۴۳ نوشته شده‌است.
آنتوان این داستان‌ها را در اصل به عنوان مقدمه‌ای برای رمان سی و سه روز(trente-trois jours) دوست خود لئون ورت (Léon Werth) نوشته بود. اما در پاییز ۱۹۴۰ لون به دلیل اصلیت یهودیش به جورا در فرانسه پناه برد و اثر وی به چاپ نرسید. به همین دلیل آنتوان مقدمهٔ خود را ویراست و تمام اشاره‌های آن را به دوست خود حذف کرد و دوست وی در کتاب بی‌نام گردید و به نوعی وی را گروگانی فرانسوی در دست اشغالگران نشان داد. این اثر از شش فصل کوتاه تشکیل گردیده و ترکیبی از عنصرهای زندگی (سفر به پرتقال، سکونت در آمریکا) نویسنده است.